# Despina Kechajowa
Despina Kechajowa bg. Деспина Кехайова ps. Dessi (ur. 1972,  zm. 22 maja 2004 w Saint Paul) – bułgarska artystka cyrkowa (akrobatka).

## Życiorys
Była córką Georgi i Any Kechajowów, artystów cyrkowych występujących na platformie-trampolinie. W wieku 13 lat Despina pobiła rekord świata, kręcąc jednocześnie wokół bioder 75 obręczy hula-hoop. Rekord ten pobiła jeszcze dwukrotnie, w 1991 osiągając wynik 102 obręczy. Sukcesy te zostały odnotowane w księdze rekordów Guinnessa. Numer ten przedstawiała w programach telewizyjnych. W 1987 występując wraz z grupą Kechajowi zdobyła nagrodę Srebrnego Klowna na festiwalu cyrkowym w Monte Carlo. Po wyjeździe do USA związała się z zespołem cyrkowym Ringling Brothers and Barnum and Bailey Circus.
W 1992 wyszła za mąż za meksykańskiego artystę cyrkowego Ivana Españę, z którym wykonywała wspólne ewolucje (grupa trzech jadących motocyklistów utrzymywała metalową platformę, na której Despina wykonywała ewolucje).
W 2004 wystąpiła w trzygodzinnym show, odbywającym się w hali Xcel Energy Center w Saint Paul. W czasie ewolucji z jedwabnymi szarfami, owiniętymi wokół jej nóg, wykonywanych na wysokości 10 m uległ awarii mechanizm podtrzymujący jedną z szarf. Despina spadła na scenę, uderzając głową w podłogę. Zmarła w szpitalu, wskutek odniesionych obrażeń. Po wypadku władze stanu Minnesota wprowadziły zakaz wykonywania akrobacji powietrznych bez siatki zabezpieczającej.
Dzieci Despiny - Zore i Sian także poświęciły się karierze cyrkowej.